# Георгиадис, Фрасивулос
Фрасивулос Георгиадис (греч. Θρασύβουλος Γεωργιάδης; 4 января 1907, Афины — 15 марта 1977, Мюнхен) — греческий музыковед.
Учился в Афинской консерватории по классу фортепиано, одновременно получая образование инженера по специальности «мосты и дороги» (1923-1928). Позднее совершенствовался у Карла Орфа и изучал музыковедение под руководством Г. фон Фичера в Мюнхенском университете, где защитил диссертацию на тему «Englische Diskanttraktate aus der ersten Hälfte des 15. Jahrhunderts», опубликованную в Вюрцбурге в 1937 году.
Был профессором Афинской консерватории, которую возглавлял с 1939 по 1941 годы. Преподавал в Гейдельбергском университете (1948-1956), а позднее занимал кафедру музыковедения Мюнхенского университета.
Значительная часть его научных трудов посвящена греческой музыке, в частности византийского периода. Исследовал также общие соотношения между музыкой и речью (а также поэзией, танцем и т. п) и творчество классических австрийских и немецких композиторов.

## Основные труды
- Englische Diskanttraktate aus der ersten Hälfte des 15. Jahrhunderts: Untersuchungen zur Entwicklung der Mehrstimmigkeit im Mittelalter.  Musikwissenschaftliches Seminar der Universität München, München 1937.
- Der griechische Rhythmus: Musik, Reigen, Vers und Sprache. Schröder, Hamburg 1949 (ursprünglich Habilitationsschrift der Universität München als: Bemerkungen zur antiken Quantitätsmetrik, 1947).
- Musik und Sprache: Das Werden der abendländischen Musik dargestellt an der Vertonung der Messe. Mit zahlreichen Notenbeispielen. Springer, Berlin/Göttingen 1954 (diverse Neuauflagen).
- Musik und Rhythmus bei den Griechen: Zum Ursprung der abendländischen Musik. Rowohlt, Hamburg 1958 (diverse Neuauflagen).
- Sakral und Profan in der Musik. Hueber. München 1960.
- Musik und Schrift. Oldenbourg, München 1962.
- Das musikalische Theater. Verlag der Bayerischen Akademie der Wissenschaften, München 1965.
- Kleine Schriften. Schneider, Tutzing 1977.
- Schubert: Musik und Lyrik. Vandenhoeck und Ruprecht, Göttingen 1967 (diverse Neuauflagen).
- Nennen und Erklingen: Die Zeit als Logos. Vandenhoeck und Ruprecht, Göttingen 1985.

## Источник
- "M. Honegger." Dictionnaire de la musique. Paris: Bordas, 1979, vol. 1, p. 403-404.
- Doris Dorner: Musik als Repräsentationsgeschehen: Ein musik-philosophischer Rekurs auf Thrasybulos Georgiades. Peter Lang, Frankfurt am Main 1998.
- Hans-Georg Gadamer: Thrasybulos Georgiades. In: Hans-Georg Gadamer: Hermeneutik im Rückblick (= Gesammelte Werke. Bd. 10). Mohr Siebeck, Tübingen 1995, S. 423–426.
- Τάκης Καλογερόπουλος, Λεξικό της Ελληνικής μουσικής, εκδόσεις Γιαλλελή, Αθήνα 2001.